# Alí Mohamed Issa
Alí Mohamed Issa (en árabe: علي محمد عيسى‎ ʿAlī Muḥammad ʿĪsā; Ain Bustan, Estado alauita; 1921 - San Miguel de Tucumán, Argentina; 1999) fue un escritor y poeta sirio naturalizado argentino, enmarcado en la corriente del mahyar.

## Biografía
Nació en 1921 en el poblado de Ain Bustan, perteneciente actualmente al subdistrito de Dreikish de la gobernación de Tartush en Siria, en una familia alauita dedicada a la labranza y a la agricultura, que se sustentaba de lo que producía su tierra. Estudió la lengua árabe a partir de las aleyas del Corán y de los libros de uso estándar en las escuelas primarias y medias de su zona.
En 1949 emigró a Argentina, donde ya se encontraban tres de sus hermanos y donde se dedicó al comercio. Retornó a Siria en 1969 para casarse, tras lo que se estableció en San Miguel de Tucumán, uno de los epicentros de la comunidad alauita del país, donde falleció en 1999.

## Su obra
Compuso poesía desde temprana edad y tenía memorizados poemas enteros de poetas en árabe. Su afición se manifestó en la lectura y en el aprendizaje de la poesía métrica y rimada. Muchas de sus composiciones fueron publicadas en revistas del mahyar como El Eco de Oriente (en árabe: صدى الشرق‎ Ṣadā al-Sharq) de Tucumán, Los Dones (en árabe: المواهب‎ Al-Mawāhib) y La Patria (en árabe: الوطن‎ Al-Waṭan) de Buenos Aires o La Primicia (en árabe: الأنباء‎ Al-Anbāʾ) de São Paulo; en los cuales también publicó artículos en prosa. Sus poemas suelen ser breves y de un tono narrativo y directo, con predominio de los metros al-kamil y al-rajaz, aunque con variaciones en el grado de carga lírica. Con predominio del esquema tradicional de la casida, también se le conoce un poema que se aparte de esa estructura clásica titulado Oda de versos unificados (en árabe: أغنية الموحدة الأشطور‎ Aghnīya al-Muwaḥḥada al-Ashṭur), compuesto de estrofas de cuatro versos en los que los tres primeros cambian de rima mientras el cuarto mantiene la misma en toda la pieza. Además de poesía en árabe clásico, escribió algunas composiciones en dialecto coloquial, como el poema Canción de la madre (en árabe: أُغنية الأُمّ‎ Ughniyat al-Umm), que incluye versos como:

Si digo: «madre», digo: «un beso»
digo: «un abrazo», digo: «alma».

Y si digo: «madre», digo: «luz»

que ante mis ojos brilla.

Oh belleza de la mañana, oh gracia coqueta,

oh calma del corazón, oh mundo soñado,

oh rosa del jardín, oh luna perfecta,
oh melodía en el alma, que mi lengua revela.

Su producción no se limitó a la poesía: también publicó artículos en periódicos y revistas del mahyar. Se interesó por el pathos humano y la naturaleza y trató temas como la queja ante el paso del tiempo y la nostalgia por su juventud campestre. Sin embargo, lo predominante en su obra son los poemas circunstanciales, de carácter directo e informativo. En su poema Estableció la justicia (en árabe: شَرَعَ العَدْل‎ Sharʿa al-ʿAdl), escrito con motivo del aniversario del nacimiento de Mahoma, dice:

Llenó el universo de paz y luz
el nacimiento del guía, el imán de los profetas.

Con su resplandor se iluminaron almas

que las exhalaciones de los ignorantes habían oscurecido,

y mentes que antes eran inertes

se avivaron con las enseñanzas del cielo.

La ciencia caminó entre la gente

como la luz atraviesa los espacios,

pues todo saber tras él procede de su saber,

aunque lo nieguen los arrogantes.

Estableció la justicia e igualó a las personas en el juicio,
pues todos son iguales ante la verdad.

En varios de sus versos se observa un directo y oratorio, especialmente en composiciones con temática política, como el poema No temáis a la muerte (en árabe: لا تعرفوا الموت‎ Lā Taʿrifū al-Mawt), dedicado a los combatientes palestinos, donde insta al sacrificio, la resistencia y la entrega total a la causa.:

La fiesta será el día en que se cumplan las esperanzas
y se levanten de nuestras almas las cargas,

y la tierra de Jerusalén vuelva íntegra a nosotros

y el tiempo y las generaciones aplaudan,

y seamos libres en la tierra de nuestros abuelos,
sin que la impureza ni los miserables nos acosen.

En el ámbito elegíaco escribió, entre otros, Eh, nuestro Sultán (en árabe: إيهِ سُلْطانَنا‎ ʾIhī Sulṭānanā), dedicado al Sultán Bashá al-Atrash, líder de extracción drusa que combatió contra la ocupación francesa de Siria:

Honradlo, pues todo él es fe,
unidlo, pues él es el único Sultán.

¡Cuántos sultanes llamados así

y cuyos títulos eran falsedad!

Él es Sultán de toda palabra y firmeza,
es para el orgullo y la grandeza un estandarte.

En el poema La ley de Dios (en árabe: سُنّةُ الله‎ ʾSunnat Allāh) se dirige a una flor de jazmín, recordándole que su belleza es efímera, al igual que la vida de todo ser:

Flor de jazmín, no fuiste creada para permanecer,
sino para que el otoño te lleve y se vaya.

Así corre la ley de Dios en las criaturas;

nada puede escapar de ella.

## Legado
Pese a que habían pasado muchos años desde su muerte, su obra no había sido recopilada hasta que el Dr. Hassán Qamhieh reunió todas las composiciones de Issa que pudo localizar en revistas y periódicos del mahyar sudamericano, que publicó en 2022 bajo el título Antología del poeta del mahyar Alí Mohamed Issa (en árabe: ديوان الشاعر المَهْجري علي محمّد عيسى‎ Dīwān ash-Shāʿir al-Mahjarī ʿAlī Muḥammad ʿĪsā).